# Apaturina microps
Apaturina microps är en fjärilsart som beskrevs av Johannes Karl Max Röber 1894. Apaturina microps ingår i släktet Apaturina och familjen praktfjärilar. Inga underarter finns listade i Catalogue of Life.